# 木村雅
木村雅（1984年2月14日—），日本演員，出生於日本東京，血型B型。目前活躍于舞台劇。

## 電視劇
- 《電光超人古立特》（1993年-1994年）；
- 《跳轉明天》（あしたへジャンプ，1994年-1995年）；
- 《女將軍行走江湖》（姫将軍大あばれ，1996年），出演第三集；
- 《鐵甲小寶》（1997年-1998年），飾演吉祥寺藏之助；
- 《時代》（エイジ，2000年）；

## 電影
- 《青之炎》（2003年）

## 劇場版
- 《鐵甲小寶之聖誕節大決戰》（1997年）

## 舞台劇
- 《哈姆雷特》
- 《馬克白》
- 《当我按下开关，你们为什么活着？》（スイッチを押すとき～君たちはなぜ生きているんだ？～，2007年）